# Mauritius Elbel
Mauritius Elbel (* 12. März 1730 in Böhmisch-Leipa; † 26. Juli 1798 in Osek) war Abt des Klosters Osek.

## Leben
Elbel trat 1746 in das Kloster Osek ein, legte 1747 die Ordensgelübde ab, studierte Theologie in Prag und wurde 1754 Priester. Danach studierte er noch drei Jahre Kirchenrecht in Prag. 1761 übernahm er die Lehrkanzel für Philosophie im erzbischöflichen Kollegium St. Adalbert ebenda. 1763 wurde er äbtlicher Sekretär und Professor des Bibelstudiums im Kloster, 1765 erhielt er den Titel eines Ordensdoktors der Theologie und wurde zum apostolischen Notar bestellt. 1772 kam er als Propst nach Altbrünn (Mariasaal). Am 9. Mai 1776 wurde er zum Abt gewählt, 1785 auch zum Visitator und Generalvikar der böhmischen Ordensprovinz.
Ihm ist es zu verdanken, bei Kaiser Josef II. die geplante Klosteraufhebung abgewendet zu haben, stattdessen sogar in einer umfangreichen Urkunde vom 20. November 1786 alle früheren Privilegien vom Kaiser bestätigt zu erhalten. 1786 gründete er in Klostergrab eine Lokalie, ließ das Naturalienkabinett und die Bildergalerie anlegen, außerdem die Malereien im großen Abteisaal herstellen und den Abteigarten in seiner heutigen Ausdehnung anlegen.